# Putnam Memorial State Park

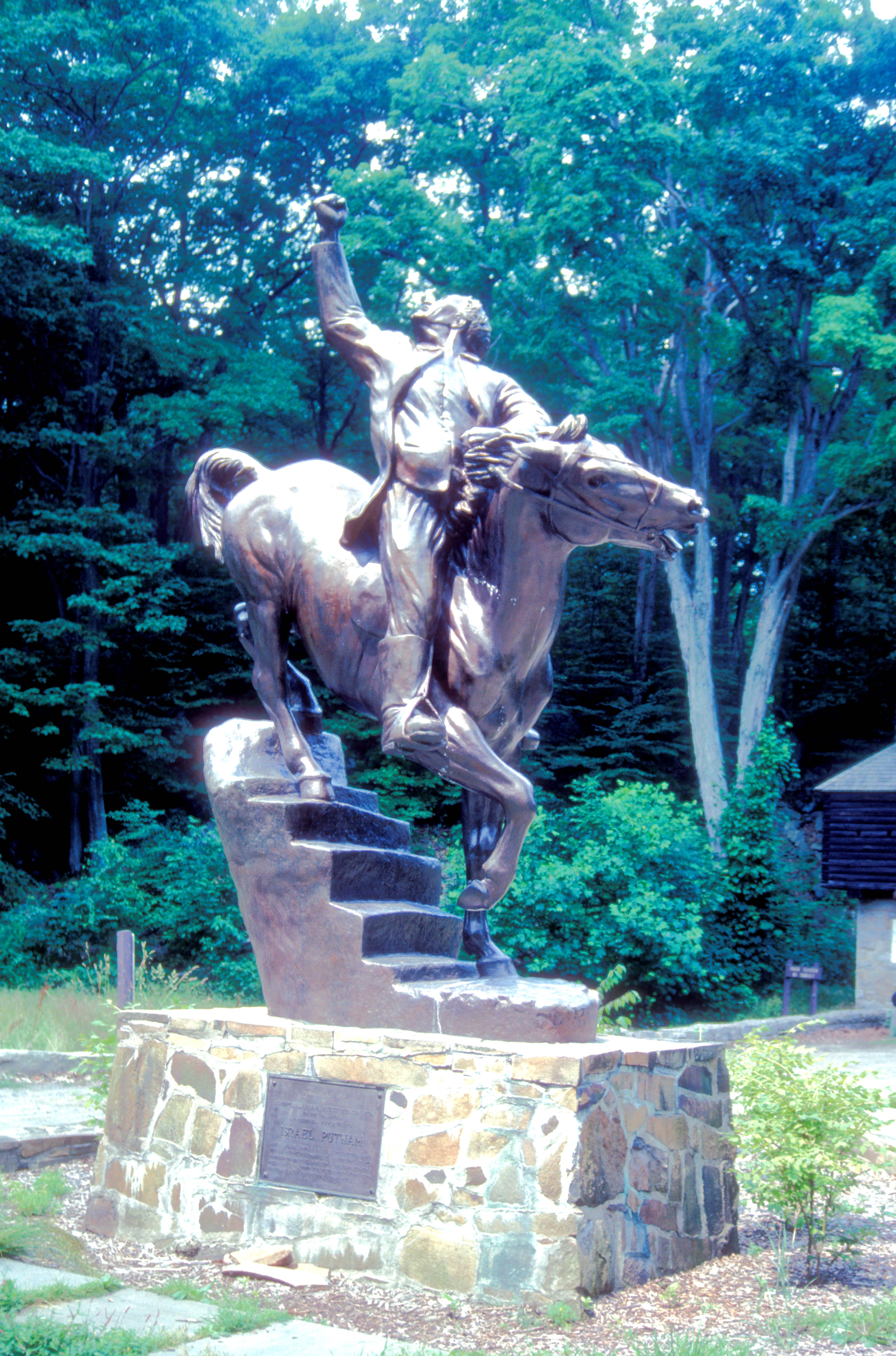
Denkmal für Israel Putnam

Der Putnam Memorial Park ist der älteste State Park in Connecticut, USA. Er liegt auf dem Gebiet der Stadt Redding im Fairfield County.
Namensgebend für den Park war Israel Putnam, ein amerikanischer General, der während des Amerikanischen Unabhängigkeitskrieges hier sein Winterlager aufgeschlagen hatte.
Seit 29. Dezember 1970 ist der Putnam Memorial State Park im National Register of Historic Places eingetragen.